# Bifaxaria modesta
Bifaxaria modesta är en mossdjursart som beskrevs av Gordon 1993. Bifaxaria modesta ingår i släktet Bifaxaria och familjen Bifaxariidae. Inga underarter finns listade i Catalogue of Life.